# Anna Petrovna
Anna Petrovna (26. lednajul./ 6. února 1708greg. v Moskvě – 4. březnajul./ 15. března 1728greg. v Kielu) byla ruská velkokněžna, dcera cara Petra Velikého a matka cara Petra III.

## Život

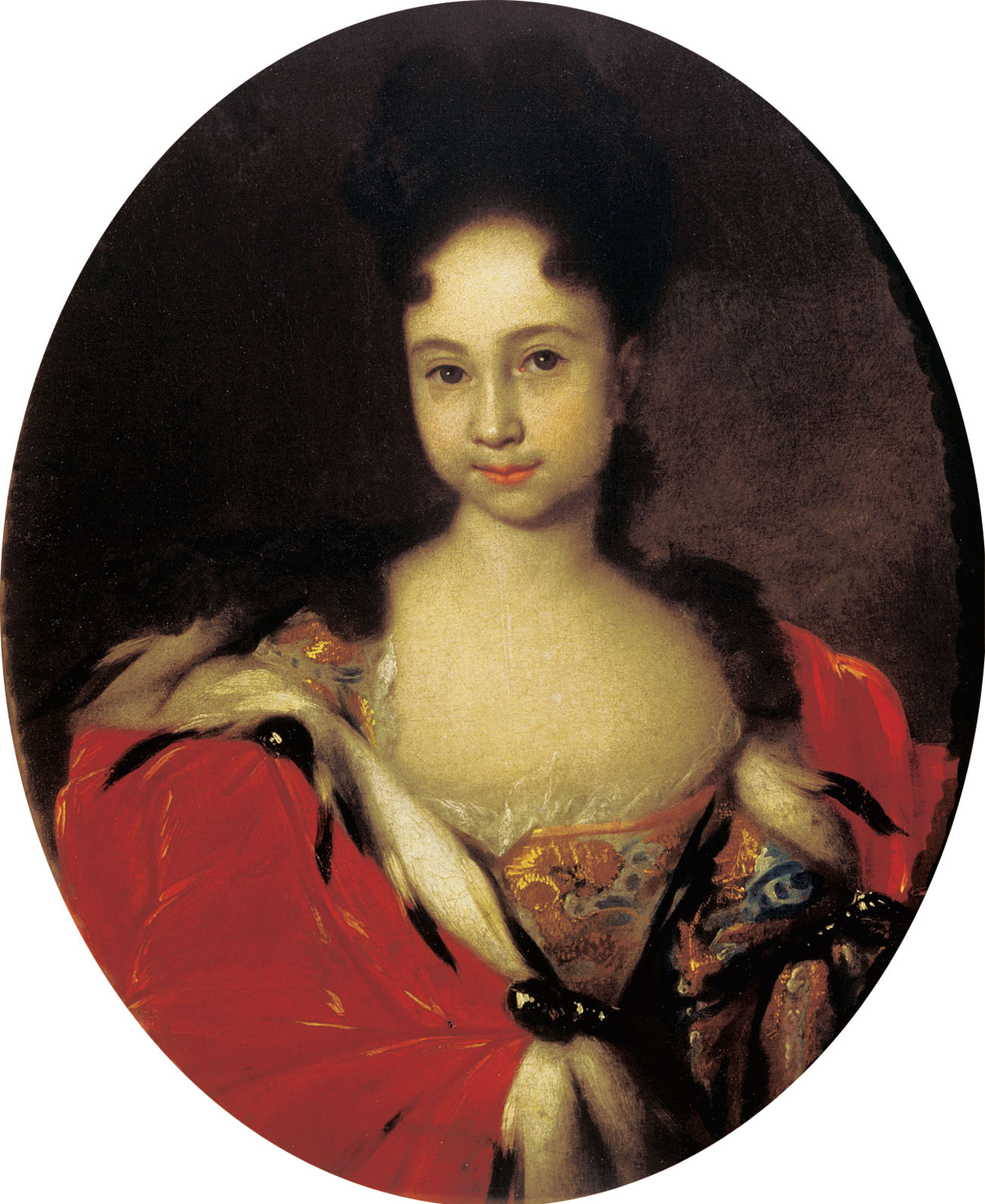
Anna Petrovna (portrét od Ivana Nikitina)

Anna byla nejstarší, nemanželská dcera cara Petra Velikého a jeho druhé ženy Kateřiny I. (narodila se v roce 1708, její rodiče se vzali až v roce 1712); v důsledku čehož postupně sešlo z řady pro ni plánovaných sňatků. Ke konci Petrovy vlády, v roce 1724, se zasnoubila a několik měsíců po smrti Petra Velikého (zemřel v únoru 1725) se 1. června 1725 v kostele sv. Trojice v Petrohradě provdala za knížete Karla Fridricha, vévodu Holštýnsko-Gottorpského (1700-1739), synovce švédského krále Karla XII., který neměl děti. Karel Bedřich hodlal sňatku využít k zabezpečení Šlesvicka před Dánskem a očekával také podporu Ruska ve svých nárocích na švédský trůn. Podle podmínek Nystadské smlouvy se však Rusko zavázalo nevměšovat se do vnitřních záležitostí Švédska, takže jeho naděje zůstaly nenaplněny.
Karel Bedřich přijal účast v nové Nejvyšší tajné radě a do jisté míry ovlivňoval ruskou politiku v chaotickém období po smrti Petra Velikého, zvaném údobí palácových revolucí. Po smrti Kateřiny I. se jeho pozice stala vratkou a střetl se s Alexandrem Menšikovem, poručníkem Annina synovce Petra II., Kateřinina následníka na trůnu; Menšikov doufal, že mladý panovník se ožení s jeho dcerou. Po střetu s Menšikovem se Karel Bedřich 2. června 1727 musel vrátit do Holštýnska.
Zde také, v městě Kielu, porodila Anna 21. února 1728 syna Karla Petra Ulricha von Holstein-Gottorp, který v roce 1762 usedl na ruský trůn jako car Petr III.; jako taková je předkem všech Romanovců od 18. do 20. století. Tři týdny po narození syna, ve věku dvaceti let, zemřela. Jejím posledním přáním bylo spočinout v petropavlovské katedrále v Petrohradě. 12. listopadu zde byla pochována do hrobky blízko svých rodičů.
Současníci na ni vzpomínali jako na krásnou ženu a vzdělanou polyglotku. Byla podobná svému slavnému otci, inteligentní, mluvila plynně francouzsky, německy, italsky a švédsky. Měla vřelý vztah k dětem a věnovala se svému synovci Petru Alexejeviči. Na její památku ustavil její manžel 14. února 1735 Řád sv. Anny, který se v roce 1795 za cara Pavla I. stal státním vyznamenáním Ruského impéria.